# 糙叶大沙叶
糙叶大沙叶（学名：Pavetta scabrifolia）为茜草科大沙叶属下的一个种。

## 扩展阅读
- 維基物種上的相關：糙叶大沙叶